# Колонія (Яп)
Колонія (англ. Kolonia) — адміністративний центр штату Яп, одного з штатів Федеративних Штатів Мікронезії. Адміністративно в штат входять Яп і атоли на схід і південь. У Колонії є кілька готелів і гавань з пристанню для яхт.
Іспанська католицька місія в Колонії з'явилася за часів іспанського панування на островах.

## Клімат
| Клімат Колонії          | Клімат Колонії | Клімат Колонії | Клімат Колонії | Клімат Колонії | Клімат Колонії | Клімат Колонії | Клімат Колонії | Клімат Колонії | Клімат Колонії | Клімат Колонії | Клімат Колонії | Клімат Колонії | Клімат Колонії |
| Показник                | Січ.           | Лют.           | Бер.           | Квіт.          | Трав.          | Черв.          | Лип.           | Серп.          | Вер.           | Жовт.          | Лист.          | Груд.          | Рік            |
| Середній максимум, °C   | 30             | 30             | 30             | 31             | 31             | 31             | 30             | 30             | 30             | 31             | 31             | 30             | 30,6           |
| Середня температура, °C | 27             | 27             | 27             | 28             | 28             | 28             | 28             | 27             | 28             | 28             | 28             | 28             | 27,7           |
| Середній мінімум, °C    | 25             | 25             | 25             | 26             | 26             | 25             | 25             | 25             | 25             | 25             | 25             | 25             | 25             |
| Температура води, °C    | 28             | 28             | 28             | 28             | 29             | 29             | 29             | 29             | 29             | 29             | 29             | 29             | 28,7           |
| Норма опадів, мм        | 118.0          | 98.7           | 81.9           | 92.9           | 140.8          | 229.0          | 304.0          | 316.2          | 280.0          | 233.2          | 176.6          | 151.8          | 2223.1         |
| Днів з опадами          | 12,7           | 9,8            | 9,2            | 10,3           | 15,6           | 20,6           | 23,7           | 24,2           | 21,6           | 19,5           | 16,6           | 14,5           | 198,3          |
| ----------------------- | -------------- | -------------- | -------------- | -------------- | -------------- | -------------- | -------------- | -------------- | -------------- | -------------- | -------------- | -------------- | -------------- |
| Джерело: Weather Spark  |                |                |                |                |                |                |                |                |                |                |                |                |                |